# Geneviève Dournon
Pour les articles homonymes, voir Dournon (homonymie).
Geneviève Dournon, née le 1er mars 1928 à Grenoble et morte le 15 mars 2025 à Cagnes-sur-Mer, est une ethnomusicologue française, reconnue comme experte des musiques d'Afrique centrale et d'Inde.

## Biographie
Elle commence sa carrière au musée national Barthélemy-Boganda qu'elle fonde en 1964 avec Simha Arom.
De 1967 à 1993, elle est conservatrice des collections instrumentales du musée de l'Homme à Paris, au département d'ethnomusicologie (muséum national d'histoire naturelle). En 1985, elle crée le Salon de musique du musée de l'Homme. Cet ensemble qui réunissait en 1993 environ 8 000 instruments de musique du monde entier est aujourd'hui conservé au musée du Quai Branly - Jacques-Chirac. Elle est à l'origine d'une classification des instruments de musique, publiée dans le Guide pour la collecte des instruments de musique traditionnels, publié en 1981 à l'UNESCO, réédité en 1996, et reprise dans la série Grove Handbooks in Music.
Geneviève Dournon meurt le 15 mars 2025 à Cagnes-sur-Mer.